# ATLAS-eksperimentet
ATLAS (engelsk: ''A Toroidal LHC Apparatus'' - En toroidformet LHC-maskine) er et af deleksperimenterne lavet ved hjælp af partikelacceleratoren Large Hadron Collider (LHC) ved CERN på grænsen mellem Frankrig og Schweiz. ATLAS' hovedopgave er at undersøge højenergikollisioner mellem elementarpartikler og i disse kollisioner forsøge at forbedre standardmodellen ved at etablere Higgsbosonets eksistens - en tidligere hypotetisk partikel.
Projektet ledtes i sine første 15 år af Peter Jenni og har siden 2009 haft Fabiola Gianotti som koordinator og talsperson. Siden 2013 har David Charlton, professor ved Universitet i Birmingham, været leder for eksperimentet.
| Fysik | Spire Denne artikel om fysik er en spire som bør udbygges. Du er velkommen til at hjælpe Wikipedia ved at udvide den. |

46°14′08″N 6°03′19″Ø / 46.235555555556°N 6.0552777777778°Ø